# Гультяєв Григорій Капітонович
Григорій Капітонович Гультяєв (нар. 25 листопада 1922  — пом. 19 січня 1995) — радянський військовий льотчик, Герой Радянського Союзу (1943), у роки німецько-радянської війни заступник командира ескадрильї 788-го винищувального авіаційного полку 102-ї винищувальної авіаційної дивізії Військ протиповітряної оборони (ППО).

## Біографія
Народився 25 листопада 1922 року в селі Ломоноси (зараз Пустошкінського району Псковської області). Росіянин. Закінчив 3 курси педагогічного училища і аероклуб в місті Серпухові Московської області.
У Червоній Армії з 1940 року. В 1941 році закінчив Качинську військову авіаційну школу.
на фронтах німецько-радянської війни з 1941 року. Восени 1942 року в боях за Сталінград він збив близько 8 літаків супротивника особисто, 8 у групі. Серед особисто збитих: 4 Ju-88, 2 Ju-87, 2 Me-109. Серед групових перемог: He-111, 4 Ju-88, 2 Me-109.
28 жовтня 1942 року 6 Ju-88 під прикриттям 4-х Ме-109 намагалися бомбити важливий об'єкт. Гультяєв оцінив обстановку, один скував дії чотирьох Ме-109 і одного з них збив. Виконання завдання противником було зірвано.
Указом Президії Верховної Ради СРСР від 8 лютого 1943 року за зразкове виконання бойових завдань командування на фронті боротьби з німецькими загарбниками і проявлені при цьому відвагу і геройство лейтенанту Гультяєва Григорію Капітоновичу було присвоєно звання Героя Радянського Союзу з врученням ордена Леніна і медалі «Золота Зірка» (№ 800).
Пізніше командир ескадрильї Гультяєв брав участь у боях на Курській дузі, в Білоруській операції, у звільненні Польщі, в битві за Берлін. Він справив близько 607 бойових вильотів на І-16, «яках» і Ла-5 у 131 повітряному бою збив особисто 9 та ще у групі 9 ворожих літаків.
Після війни майор Гультяєв продовжував службу у ВПС. У 1949 році він закінчив Вищі льотно-тактичні курси удосконалення офіцерського складу. У 1961 році полковник Г. К. Гультяєв звільнився в запас. Жив і працював у місті Одесі. Помер 19 січня 1995 року.